# UTC+12:45

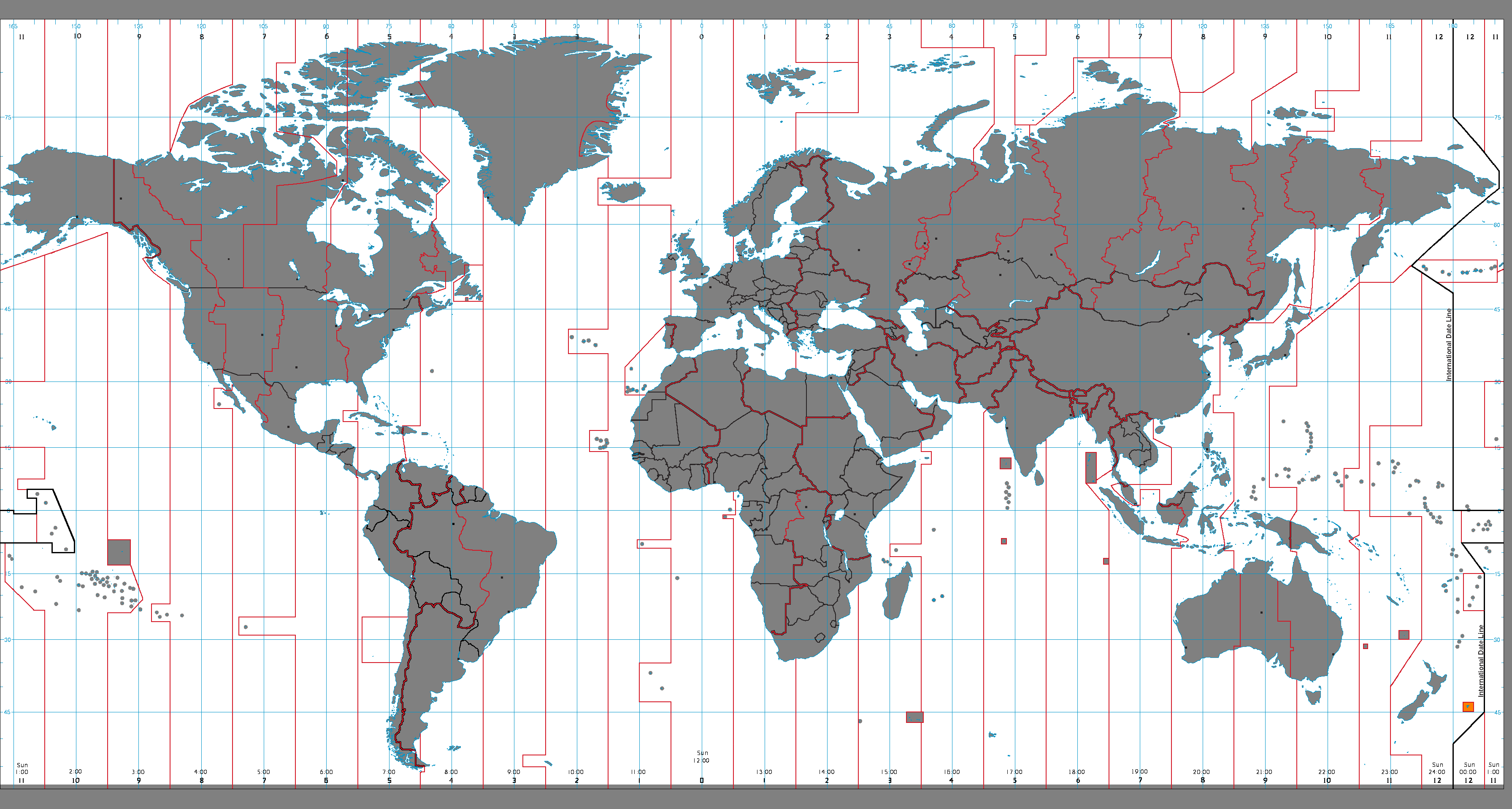
UTC+12:45

UTC+12:45 ist eine Zonenzeit, welche den Längenhalbkreis 168°45′ West als Bezugsmeridian hat. Auf Uhren mit dieser Zonenzeit ist es 12 Stunden 45 Minuten später als die koordinierte Weltzeit und 11 Stunden 45 Minuten später als die MEZ.

## Geltungsbereich

### Normalzeit (Südliche Hemisphäre)
- Neuseeland
  - Chatham-Inseln[1]